# 1996-os Formula–1 brit nagydíj
A brit nagydíj volt az 1996-os Formula–1 világbajnokság tizedik futama.

## Futam
| Helyezés | #  | Versenyző             | Csapat/Motor       | Futott körök | Idő/Kiesés oka  | Rajthely | Pontszám |
| -------- | -- | --------------------- | ------------------ | ------------ | --------------- | -------- | -------- |
| 1        | 6  | Jacques Villeneuve    | Williams-Renault   | 61           | 1:33:00,874     | 2        | 10       |
| 2        | 4  | Gerhard Berger        | Benetton-Renault   | 61           | + 19,026        | 7        | 6        |
| 3        | 7  | Mika Häkkinen         | McLaren-Mercedes   | 61           | + 50,830        | 4        | 4        |
| 4        | 11 | Rubens Barrichello    | Jordan-Peugeot     | 61           | + 66,716        | 6        | 3        |
| 5        | 8  | David Coulthard       | McLaren-Mercedes   | 61           | + 82,507        | 9        | 2        |
| 6        | 12 | Martin Brundle        | Jordan-Peugeot     | 60           | + 1 kör         | 8        | 1        |
| 7        | 19 | Mika Salo             | Tyrrell-Yamaha     | 60           | + 1 kör         | 14       |          |
| 8        | 15 | Heinz-Harald Frentzen | Sauber-Ford        | 60           | + 1 kör         | 11       |          |
| 9        | 14 | Johnny Herbert        | Sauber-Ford        | 60           | + 1 kör         | 13       |          |
| 10       | 17 | Jos Verstappen        | Footwork-Hart      | 60           | + 1 kör         | 15       |          |
| 11       | 21 | Giancarlo Fisichella  | Minardi-Ford       | 59           | + 2 kör         | 18       |          |
| Kiesett  | 3  | Jean Alesi            | Benetton-Renault   | 44           | Fékek           | 5        |          |
| Kiesett  | 9  | Olivier Panis         | Ligier-Mugen-Honda | 40           | Meghajtás       | 16       |          |
| Kiesett  | 10 | Pedro Diniz           | Ligier-Mugen-Honda | 38           | Motorhiba       | 17       |          |
| Kiesett  | 5  | Damon Hill            | Williams-Renault   | 26           | Kerék           | 1        |          |
| Kiesett  | 20 | Pedro Lamy            | Minardi-Ford       | 21           | Váltó           | 19       |          |
| Kiesett  | 16 | Ricardo Rosset        | Footwork-Hart      | 13           | Elektronika     | 20       |          |
| Kiesett  | 18 | Katajama Ukjó         | Tyrrell-Yamaha     | 12           | Motorhiba       | 12       |          |
| Kiesett  | 2  | Eddie Irvine          | Ferrari            | 5            | Differenciálmű  | 10       |          |
| Kiesett  | 1  | Michael Schumacher    | Ferrari            | 3            | Hidraulika      | 3        |          |
| NK       | 23 | Andrea Montermini     | Forti-Ford         |              | Nem kvalifikált | 21       |          |
| NK       | 22 | Luca Badoer           | Forti-Ford         |              | Nem kvalifikált | 22       |          |

## A világbajnokság élmezőnyének állása a verseny után
| H  | Versenyzők         | Pont | H  | Konstruktőrök    | Pont |
| -- | ------------------ | ---- | -- | ---------------- | ---- |
| 1. | Damon Hill         | 63   | 1. | Williams-Renault | 111  |
| 2. | Jacques Villeneuve | 48   | 2. | Benetton-Renault | 41   |
| 3. | Michael Schumacher | 26   | 3. | Ferrari          | 35   |
| 4. | Jean Alesi         | 25   | 4. | McLaren-Mercedes | 32   |
| 5. | David Coulthard    | 16   | 5. | Jordan-Peugeot   | 13   |

## Statisztikák
Vezető helyen:
- Jacques Villeneuve: 54 (1-23 / 31-61)
- Jean Alesi: 7 (24-30)

Jacques Villeneuve 2. győzelme, 4. leggyorsabb köre, Damon Hill 17. pole-pozíciója.
- Williams 91. győzelme.